# Keiji Fujiwara
Keiji Fujiwara (Tokyo, 5 ottobre 1964 – Tokyo, 12 aprile 2020) è stato un attore e doppiatore giapponese.

## Carriera
È conosciuto per aver interpretato Hiroshi Nohara in Shin Chan, Maes Hughes nella prima e seconda serie animata di Fullmetal Alchemist, Reno in Final Fantasy VII: Advent Children, e Haku nelle visual novel Utawarerumono: Mask of Deception e Utawarerumono: Mask of Truth. Ha anche doppiato il personaggio di Goro nella serie Koroshiya-san e Drebin nel videogioco Metal Gear Solid 4: Guns of the Patriots.
È famoso per aver interpretato Leorio Paladiknight nella serie animata del 2011 di Hunter × Hunter.
La maggior parte dei personaggi a cui ha dato voce sono i classici tipi spensierati e superficiali, tuttavia a volte questo genere di personaggio ha un ruolo molto importante all'interno della storia. È quindi raro sentire la sua voce interpretare un personaggio nel ruolo di antagonista.
Nel novembre 2006 ha fondato l'Air Agency, per la quale è stato il direttore fino alla sua morte. 
Nell'agosto 2016 decise di mettere in pausa la sua carriera per curarsi da una malattia non meglio precisata, ritornando attivamente al lavoro nel giugno 2017.
È morto il 12 aprile 2020, all'età di 55 anni, a seguito di un tumore.

## Doppiaggio

### Serie animate
- A Certain Magical Index (Amata Kihara)
- After War Gundam X (Grits Joe)
- Baccano! (Ladd Russo)
- Bakugan - Battle Brawlers (Dragonoid)
- Birdy the Mighty: Decode (Keisuke Muroto)
- Black Cat (Sven Vollfied)
- BLOOD+ (Nathan Mahler)
- Blood-C (Tadayoshi Kisaragi)
- Blood Blockade Battlefront (Deldro Brody)
- Blue Exorcist (Shiro Fujimoto, Satana)
- Danganronpa 3: The End of Hope's Peak Academy (Kohichi Kizakura)
- Death Note (Shuichi Aizawa)
- Death Parade (Tatsumi)
- Doraemon (2005) (Bengal)
- Dr. Stone (Narratore, Byakuya Ishigami)
- Durarara!! (Kinnosuke Kuzuhara, Ginichiro Kuzuhara)
- Eureka Seven (Holland Novak)
- Eureka Seven AO (Renton Thurston)
- Fairy Tail (Toma E. Fiore, Mato)
- Fullmetal Alchemist (Maes Hughes)
- Fullmetal Alchemist: Brotherhood (Maes Hughes)
- Gintama (Zenzo Hattori)
- Gundam Wing (FeldMaresciallo Marshall Noventa)
- Hunter × Hunter (2011) (Leorio Paladiknight)
- Iron Man (serie animata 2010) (Tony Stark/Iron Man)
- Jormungand (Dominique)
- Kenichi (Loki)
- Kengan Ashura (Niko Tokita)
- Keroro (Narratore, Paul Moriyama, Nyororo)
- Kokoro Connect (Ryuzen Goto)
- L'attacco dei giganti (Hannes)
- Le bizzarre avventure di JoJo: Battle Tendency (Esidisi)
- Log Horizon (Regan)
- MegaMan NT Warrior (Mr. Famous, PharaohMan.EXE)
- MegaMan NT Warrior Axess (Mr. Famous)
- Mob Psycho 100 (capo degli spettri (ep. 1))
- Mobile Suit Victory Gundam (Striker Eagle, Wagman, Di Trump, Batsraff Massarik)
- Mobile Suit Gundam 00 (Ali Al-Saachez/Gary Biaggi)
- Monster Musume (Kasegi)
- Naruto (Raiga)
- Oban Star-Racers (Sul)
- One Piece (Ryokugyu/Aramaki (ep. 882))
- Pokémon (Max)
- Prison School (Preside Kurihara)
- Psycho-Pass 2 (Sakuya Togane)
- Re:Zero - Starting Life in Another World (Aldebaran)
- Romeo × Juliet (Lancillotto)
- Sands of Destruction (Yamato)
- School Rumble (Narratore, Mangoku)
- Senran Kagura (Kiriya)
- Seraph of the End (Tenri Hiragi)
- Tamako Market (Mamedai Kitashirakawa)
- The Tatami Galaxy (Seitaro Higuchi)
- The Testament of Sister New Devil (Jin Tojo)
- The Testament of Sister New Devil BURST (Jin Tojo)
- Tiger & Bunny (Jake Martinez)
- Tokyo ESP (Jutaro Hiragi)
- Transformers: Armada (Scavenger)
- Trinity Blood (Isaak Fernando von Kampfer)
- Zoids (Jack Cisco)

### Film animati
- Code Geass: Akito the Exiled (Claus Warwick)
- Final Fantasy VII: Advent Children (Reno)
- Halo: Legends (Sarge)
- Kingsglaive: Final Fantasy XV (Ardyn Izunia)
- Lupin III - L'ultimo colpo (Raymond Loveless)
- Mazinga Z Infinity (Conte Blocken)
- Sakura Wars - Il film (Haruyoshi Tanuma)
- Vampire Hunter D: Bloodlust (Benge)

### OAV
- Golden Boy (Regista)
- Karas (Nue)
- Last Order: Final Fantasy VII (Reno)
- Mobile Suit Gundam: L'Ottavo Plotone (Eledore Massis)

### ONA
- Ninja Slayer (Silver Karasu/Kagi Tanaka)
- Xam'd: Lost Memories (Raigyo Tsunomata)

### Videogiochi
- Ape Escape 3 (Dott. Tomuki)
- Armored Core V (Chief)
- Batman: Arkham Knight (Joker)
- Bioshock Infinite (Booker DeWitt)
- BlazBlue: Chrono Phantasma (Kagura A. Mutsuki)
- BlazBlue: Central Fiction (Kagura A. Mutsuki)
- Bloodborne (Valtr)
- Bravely Default (Ciggma Khint)
- Castlevania: Lords of Shadow (Gabriel Belmont/Dracula)
- Cowboy Bebop - Tsuioku no serenade (Steve Chase)
- Crisis Core: Final Fantasy VII (Reno)
- Crisis Core: Final Fantasy VII Reunion (Reno)
- Dissidia Final Fantasy NT (Ardyn Izunia)
- Dragon Force II: Kamisarishi Daichi ni (Fujimaru)
- Dragon Quest Swords: La Regina Mascherata e la Torre degli Specchi (Dagoval)
- Dragon Quest Rivals (Ruban Hood)
- Dragon's Dogma: Dark Arisen (Barroch)
- Etrian Odyssey 2 Untold: The Fafnir Knight (Bertrand)
- Final Fantasy Type-0 (Izana Kunagiri)
- Final Fantasy XV (Ardyn Izunia)
- Final Fantasy VII Remake (Reno)
- Final Fantasy VII: Ever Crisis (Reno)
- Final Fantasy VII Rebirth (Reno)
- Freedom Wars (Carlos "Theodosius" Jinnan)
- Granblue Fantasy (Eugen)
- Granblue Fantasy: Versus (Eugen)
- Granblue Fantasy: Versus Rising (Eugen)
- Hunter × Hunter: Wonder Adventure (Leorio Paladiknight)
- Hunter × Hunter: Nen × Impact (Leorio Paladiknight)
- Infamous 2 (Cole MacGrath)
- J-Stars Victory Vs+ (Jaguar Junichi)
- Jeanne d'Arc (Richard)
- JoJo's Bizarre Adventure: All Star Battle (Eisidisi)
- JoJo's Bizarre Adventure: Eyes of Heaven (Eisidisi)
- JoJo's Bizarre Adventure: All Star Battle R (Eisidisi)
- Keroro RPG: Kishi to Musha to Densetsu no Kaizoku (Narratore)
- Kingdom Hearts: Chain of Memories (Axel)
- Kingdom Hearts II (Axel)
- Kingdom Hearts Re:Chain of Memories (Axel)
- Kingdom Hearts 358/2 Days (Axel)
- Kingdom Hearts Birth by Sleep (Lea)
- Kingdom Hearts 3D: Dream Drop Distance (Lea)
- Kingdom Hearts HD 1.5 Remix (Axel)
- Kingdom Hearts III (Axel/Lea)
- Lego Batman 2: DC Super Heroes (Joker)
- Like a Dragon: Pirate Yakuza in Hawaii (Homare Nishitani)
- Luminous Arc (Leon)
- Mega Man X6 (Gate)
- Metal Gear Solid 3: Snake Eater (Donald Anderson/Sigint)
- Metal Gear Solid: Portable Ops (Donald Anderson/Sigint)
- Metal Gear Solid 4: Guns of the Patriots (Drebin 893)
- Nioh (Shima Sakon)
- Onimusha: Dawn of Dreams (Munenori Yagyu)
- PlayStation All-Stars Battle Royale (Cole MacGrath)
- Ratchet & Clank (Venditore M.I.P.S.)
- Ratchet & Clank: Fuoco a volontà (Venditore M.I.P.S.)
- Real Bout Fatal Fury Special (White)
- Resonance of Fate (Cardinale Rowen)
- Romancing SaGa (Darque)
- Senran Kagura Burst (Kiriya)
- Senran Kagura: Shinovi Versus (Kiriya)
- Senran Kagura: Bon Appétit! (Kiriya)
- Senran Kagura Burst Re:Newal (Kiriya)
- Shin Megami Tensei III: Nocturne HD Remaster (Kagutsuchi)
- Star Ocean: Second Evolution (Bowman Jeane)
- Star Ocean: The Second Story R (Bowman Jeane)
- Suikoden IV (Brandeau)
- Suikoden V (Ferid, Bergen, Cornelio, Killey)
- Suikoden: Tierkreis (Hotupa, Danash VIII)
- Summon Night 3 (Kyuuma)
- Super Robot Wars Z (Gagarn, Kyarin Flick, Kashmir Valle, Holland Novak)
- Super Robot Wars Z2: Destruction Chapter (Ali al-Saachez, Holland Novak)
- Super Robot Wars Z2: Rebirth Chapter (Ali al-Saachez, Holland Novak)
- Super Robot Wars Z3: Hell Chapter (Tanaka, Zen Fudo)
- Super Robot Wars Z3: Heaven Chapter (Zen Fudo, Tanaka)
- Super Robot Wars T (Conte Blocken)
- Super Robot Wars 30 (Conte Blocken)
- Super Smash Bros. per Nintendo 3DS e Wii U (Mewtwo)
- Super Smash Bros. Ultimate (Mewtwo)
- The Last Story (Lowell)
- The Legend of Heroes: Trails in the Sky (Nial Burns)
- The Legend of Heroes: Trails in the Sky SC (Nial Burns)
- The Legend of Heroes: Trails in the Sky the 3rd (Nial Burns)
- Trauma Team (Gabriel Cunningham)
- White Knight Chronicles II (Scardigne)
- World of Final Fantasy (Ifrit)
- Xenoblade Chronicles X (Lao)
- Yakuza 0 (Homare Nishitani)
- Zoids Battle Legends (Jack Cisco)

### Ruoli di doppiaggio
- Batman: The Brave and the Bold (Joker/Red Hood)
- Biocombat (Dinobot)
- Bionicle: Mask of Light (Pohatu)
- Kung Fu Panda 2 (Lord Shen)
- Monsuno (Jeredy Suno)
- Sinbad - La leggenda dei sette mari (Sinbad)
- Star Wars: The Clone Wars (Quinlan Vos)
- Tartarughe Ninja (serie animata 2003) (Traximus)
- The Batman (Ragdoll)
- The Boondocks (Ed Wuncler III)
- Transformers Animated (Grimlock)
- Transformers: Prime (Megatron)